# الإمبراطور وو من جين
الإمبراطور وو أول إمبراطور لسلالة جن (265 - 420) الصينية. هو حفيد سيما يي وابن سيما جياو. ولد في 236 ومات في 17 مايو 290.